# 綾小路きみまろ 爆笑スーパーライブ第1集! 中高年に愛を込めて…
『綾小路きみまろ 爆笑スーパーライブ第1集! 中高年に愛を込めて…』（あやのこうじきみまろ ばくしょうスーパーライブだいいっしゅう! ちゅうこうねんにあいをこめて…）は、綾小路きみまろのライブ・アルバムである。
2002年9月30日にテイチクエンタテインメントよりリリースされた。

## 解説
- 綾小路きみまろ自身のネタのライヴ音源を収録したライブCD・第1弾である。
- 発売当初はまったく売れなかったが、徐々に有名となり、ミリオンセラーを記録するロングヒット作となった。
- 音源は2000年か2001年頃に収録された物だと思われる。

## 収録曲
1. 爆笑スーパーライブ第1集! 中高年に愛を込めて…（1トラックのみで約44分）